# Myrmarachne platypalpus
Myrmarachne platypalpus är en spindelart som beskrevs av Bradoo 1980. Myrmarachne platypalpus ingår i släktet Myrmarachne och familjen hoppspindlar. Inga underarter finns listade i Catalogue of Life.